# Ma-ayon
Ma-ayon ist eine philippinische Stadtgemeinde in der Provinz Capiz. Sie hat 38.416 Einwohner (Zensus 1. August 2015).

## Baranggays
Ma-ayon ist politisch in 32 Baranggays unterteilt.
| - Aglimocon - Alasaging - Alayunan - Balighot - Batabat - Bongbongan - Cabungahan - Canapian - Carataya - Duluan - East Villaflores | - Fernandez - Guinbi-alan - Indayagan - Jebaca - Maalan - Manayupit - New Guia - Quevedo (Ngalan) - Old Guia - Palaguian - Parallan | - Piña - Poblacion Ilawod - Poblacion Ilaya - Poblacion Tabuc - Quinabonglan - Quinat-uyan - Salgan - Tapulang - Tuburan - West Villaflores |